# Lupoaia, Gorj
Lupoaia este un sat în comuna Cătunele din județul Gorj, Oltenia, România.

## Vezi și

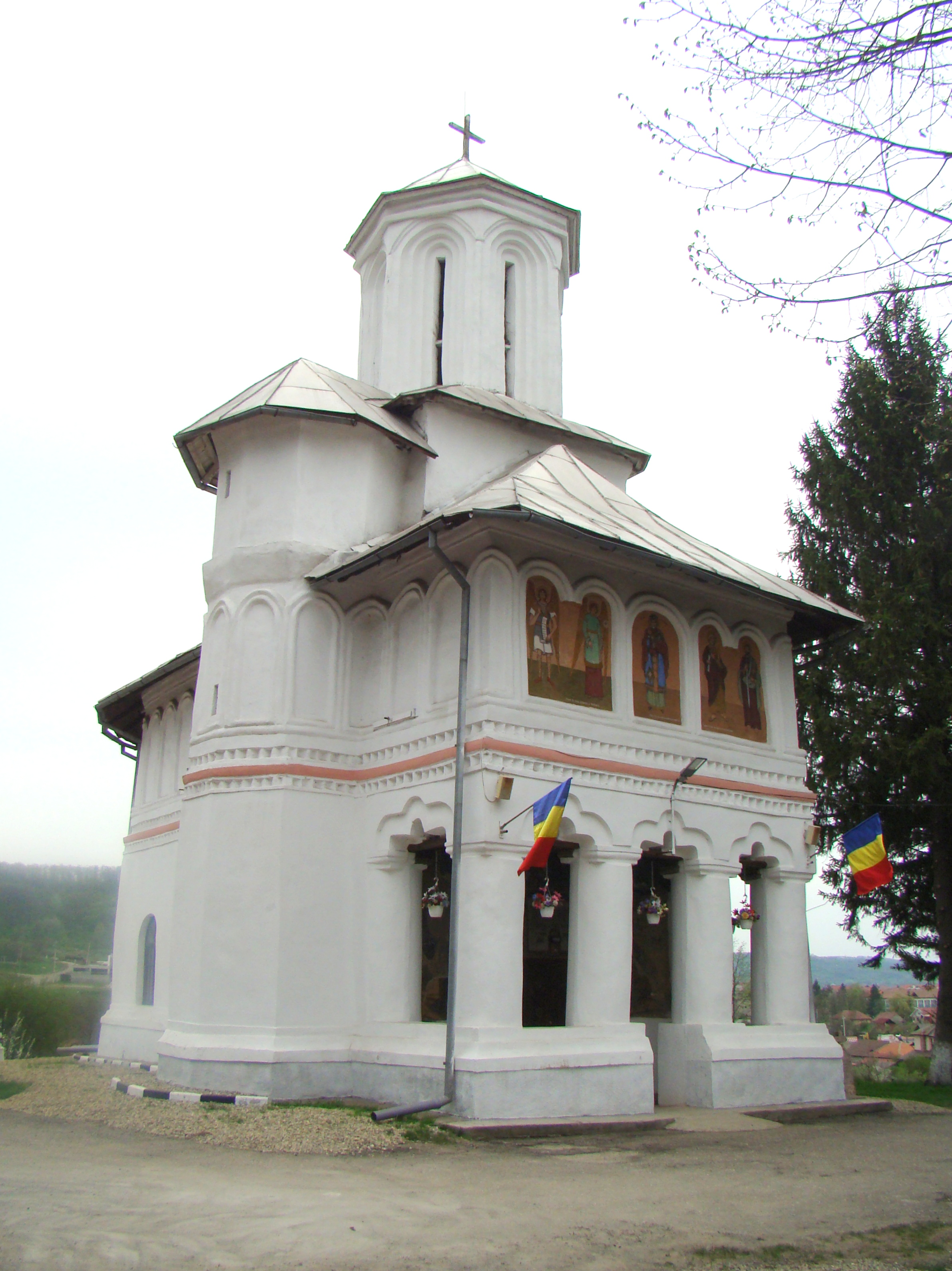
Biserica „Sfântul Ierarh Nicolae” (monument istoric)